# Баррі Тауншип (округ Гантінгдон, Пенсільванія)
Баррі Тауншип (англ. Barree Township) — селище (англ. township) в США, в окрузі Гантінгдон штату Пенсільванія. Населення — 434 особи (2020).

## Демографія
Згідно з переписом 2010 року, у селищі мешкало 469 осіб у 192 домогосподарствах у складі 134 родин. Було 263 помешкання
Расовий склад населення:
| - 100,0 % — білих |

До двох чи більше рас належало 0,0 %. Частка іспаномовних становила 0,2 % від усіх жителів.
За віковим діапазоном населення розподілялося таким чином: 22,8 % — особи молодші 18 років, 61,8 % — особи у віці 18—64 років, 15,4 % — особи у віці 65 років та старші. Медіана віку мешканця становила 43,9 року. На 100 осіб жіночої статі у селищі припадало 104,8 чоловіків;  на 100 жінок у віці від 18 років та старших — 108,0 чоловіків також старших 18 років.
Середній дохід на одне домашнє господарство  становив 52 457 доларів США (медіана — 43 333), а середній дохід на одну сім'ю — 60 399 доларів (медіана — 51 964). Медіана доходів становила 41 000 доларів для чоловіків та 28 750 доларів для жінок. За межею бідності перебувало 6,2 % осіб, у тому числі 4,4 % дітей у віці до 18 років та 6,3 % осіб у віці 65 років та старших.
Цивільне працевлаштоване населення становило 163 особи. Основні галузі зайнятості: освіта, охорона здоров'я та соціальна допомога — 25,2 %, будівництво — 17,8 %, науковці, спеціалісти, менеджери — 8,6 %, роздрібна торгівля — 8,0 %.